# Willie Colón
 For alternative betydninger, se Willie Colón (flertydig). (Se også artikler, som begynder med Willie Colón)
William Anthony Colón Román (født 28. april 1950 i Bronx, New York) er en amerikansk sanger, komponist og trombonist af puerto ricansk oprindelse. Han er gift og har fire børn. Han er kendt som El Malo del Bronx (Bronx' enfant terrible) og anses for at være en af pionererne indenfor salsamusikken, som opstod i 1970'erne.

## Tidlig musikalsk karriere
Han stiftede første gang bekendtskab med musikverdenen som elleveårig; først spillede han fløjte, derefter både klarinet og trompet og til sidst trombone, instrumentet med hvilket han blev en institution indenfor salsaen. Kun 16 år gammel indspillede han i 1967 sit første album, El Malo, i bandet Fania All Stars, som blandt andre også talte Héctor Lavoe. Dette var det første af en lang række samarbejder mellem disse to musikere, som begge havde et indgående kendskab til den tids latinamerikanske musikkultur. 

## Tandem med Héctor Lavoe samt Colón som producer
Samarbejdet mellem Colón og Lavoe varede seks år i hvilke de foruden El Malo indspillede blandt andet The Hustler (1968), Guisando (1969), Cosa nuestra (1970), Asalto navideño (1971), La gran fuga (1971), Crime Pays (1972), El juicio (1972), Lo mato (1973), og The Good – The Bad – The Ugly (1975); 14 album i alt. Temamæssigt kredsede disse om tilværelsen i den nederste del af det new yorske samfund, med særlig vægt lagt på integration, marginalisering, banderne, faren, våbnene – om livet i en ghetto. Sange som Lo mato (Jeg dræber det), Calle Luna, calle Sol (Månegaden, Solgaden), El día de mi suerte (Mit helds dag), Te Conozco, Bacalao (Jeg kender dig, Torsk), Barrunto, Piraña (Piratfisk) eller Todo tiene su final (Alting har en ende) giver et godt indtryk af de nævnte tematikker som sidenhen især er blevet behandlet i rap- og punkmusikken. 
I 1973 gik Willie Colón fra at være sanger og trombonist til at producere musik. I denne egenskab genoptog han i 1983 samarbejdet med Héctor Lavoe, og de indspillede Vigilante hvorfra to sange, Triste y Vacía (Trist og Tom) og Juanito Alimaña, opnåede en for genren uhørt succes.
Colón har produceret mere end 40 plader og har samarbejdet med et utal af salsamusikere. Sammen med Rubén Blades skabte han pladesucceer som Tiburón, Siembra, Pedro Navaja, Plástico og Ligia Elena; Siembra er den til dato bedst sælgende plade indenfor genren. De to musikere har for nylig brudt enhver kontakt. Celia Cruz har indspillet Usted Abusó, Mi Caso, Apaga la Luz og Dos Jueyes med Colón som producer, og Ismael Miranda Doble Energía.

## Anerkendelse og politik
Efter talrige hyldester (Colón blev nomineret elleve gange til Latino Grammys, femten af hans plader har solgt guld og fem platin) forlod Willie Colón i 2006 musikken til fordel for politik og er nu aktivt medlem af det amerikanske demokratiske parti. Politisk har han hidtil især fokuseret på den store latinske befolkningsgruppe i New York. Han har dog ikke helt lagt musikken fra sig og udgav i 2008 El Malo 2 i sit navn.

## Filmografi
Colón har medvirket i fire film og to telenoveller:
- Vigilante (1983)
- The Last Fight (1983)
- It Could Happen to You (1994)
- Demasiado Corazón (1998)
- La Intrusa (1986) (telenovelle)
- Corazón Partido (2005) (telenovelle)

## Diskografi
Listen indeholder i kronologisk rækkefølge 43 album som Colón har spillet på eller produceret gennem de seneste 33 år:
| - El Malo (1967) - The Hustler (1968) - Guisando Doing a Job (1969) - Cosa Nuestra (1971) - Asalto Navideño (1971) - La Gran Fuga The Big Break(1971) - El Juicio (1972) - Asalto Navideño Vol.2 (1972) - Lo Mato (Si no compra este disco)(1973) - Crime Pays (1973) - Willie (1974) - Se Chavó el Vecindario! There Goes the Neighborhood (1975) - The Good, The Bad & The Ugly (1975) - El Baquine de Angelitos Negros (1977) - Metiendo Mano!! (1977) - Sólo Ellos Pudieron Hacer Éste Álbum Only They Could Have Made This Album (1977) - 49 MINUTES (1978) - Siembra (1978) - Solo (1979) - Doble Energía (1980) - Canciones del Solar de los Aburridos (1981) |  | - Celia & Willie (1981) - Fantasmas (1981) - Corazón Guerrero (1982) - The Last Fight (1982) - Vigilante (1983) - Criollo (1983) - Tiempo pa' Matar (1984) - Contrabando Especial N°5 - Los Triunfadores The Winners (1987) - Top Secrets/Legal Alien (1989) - Color Americano (1990) - Honra y Cultura (1991) - Willie Colón & Tito Puente (1993) - Hecho en Puerto Rico (1993) - Bad boys 2 (1994) - Tras la Tormenta (1995) - Y Vuelve Otra Vez!!! (1995) - Demasiado Corazón (1998) - Quien Eres (1999) - Idilio (2000) - Guerrero de Corazón (2000) - El malo 2 (2008) |